# Tokarnia (Beskid Niski)
Tokarnia (778 m n.p.m.) – szczyt górski w Pasmie Bukowicy w Beskidzie Niskim, leżący na terenie wsi Karlików w Gminie Bukowsko. Ze szczytu roztacza się rozległy widok w kierunku północnym na Pogórze Bukowskie, w kierunku południowo-wschodnim na Bieszczady oraz w kierunku zachodnim na Beskid Niski a przy dobrej widoczności nawet Tatry.
Szczyt ma dwie kulminacje, poza głównym wierzchołkiem zalesiony wierzchołek wschodni o wysokości 776 m n.p.m. - zwany dawniej Wierchem Mendla. Na głównym wierzchołku znajduje się maszt telefonii komórkowej. Na północny zachód od głównego wierzchołka, już za skrzyżowaniem szlaku czerwonego z żółtym na szczycie znajduje się wiata.
Szczyt był pierwotnie nazywany przez mieszkańców Magurą. Nazwa Tokarnia dotyczyła jednej z okolicznych wsi, pierwsze mapy tego terenu nazywają wierzchołek nazwą wsi, takie „przeniesienie” było wówczas częste.
Podczas I i II wojny światowej był to rejon ciężkich walk.
Piesze szlaki turystyczne:
- Puławy – Tokarnia (778 m n.p.m.) – Przybyszów – Kamień (717 m n.p.m.) – Komańcza (Główny Szlak Beskidzki)
- 1 km poniżej szczytu Pasmo Bukowicy przecina  Kanasiówka (823 m n.p.m.) – Wisłok Wielki – Tokarnia (778 m n.p.m.), 1 km poniżej szczytu – Wola Piotrowa